# Fostul Hotel Royal
Fostul Hotel Royal este un monument istoric aflat pe teritoriul municipiului Curtea de Argeș.

## Istoric și trăsături
Clădire ridicată în stilul eclectic caracteristic sfârșitului de secol XIX. Sunt valoroase și bine conservate decorațiile fațadei și rezolvarea acoperișului.

## Imagini din exterior

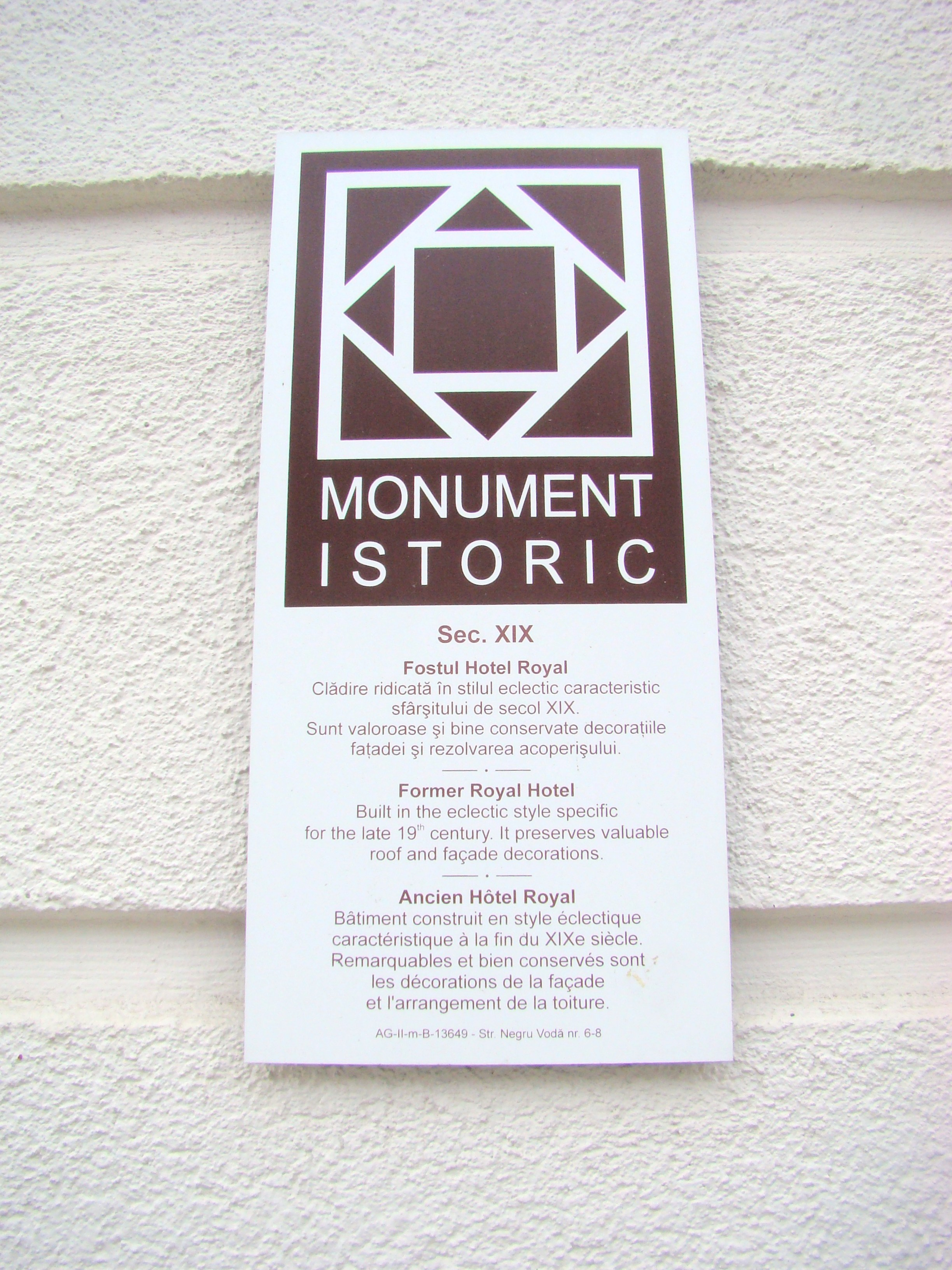
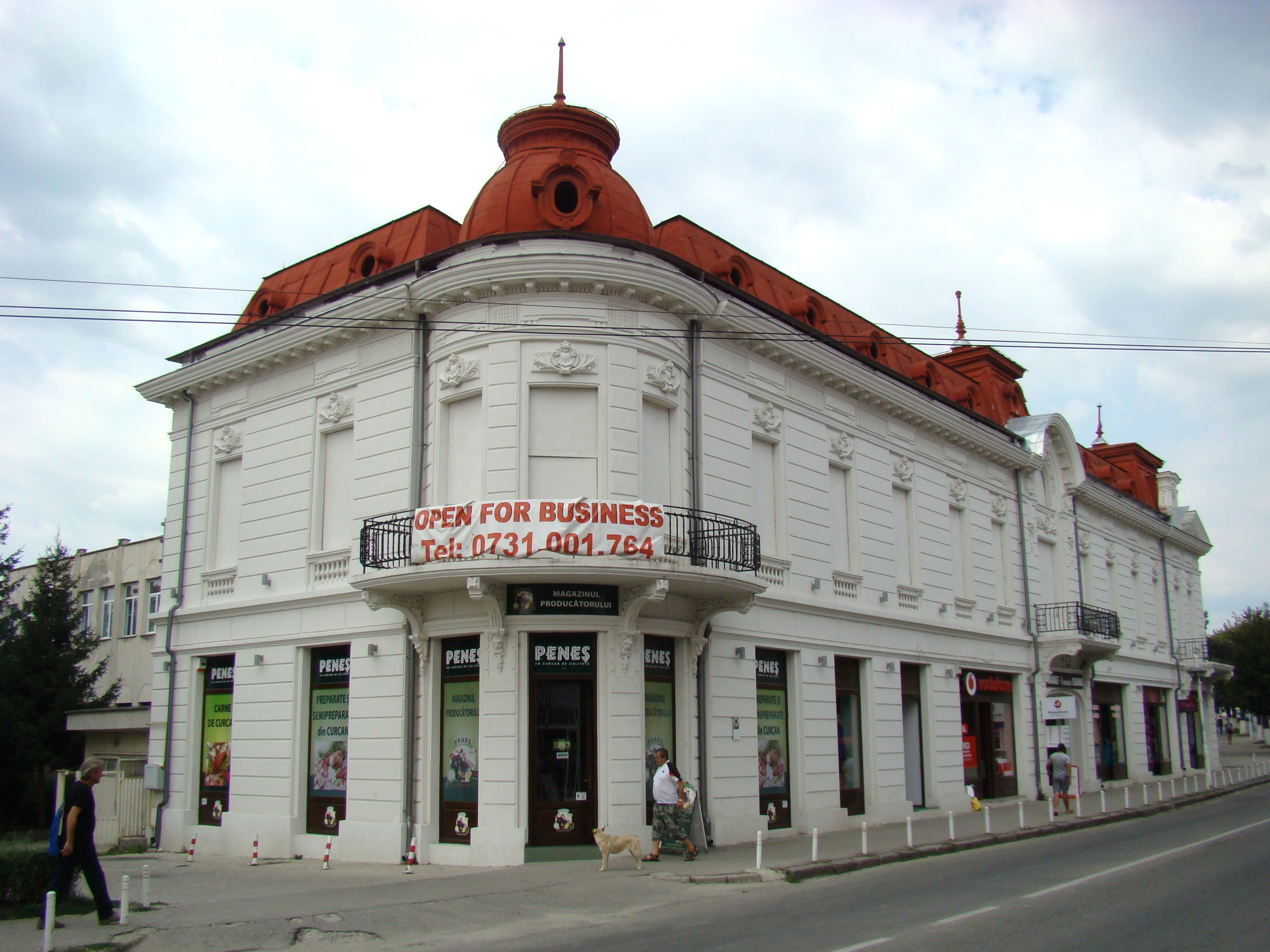
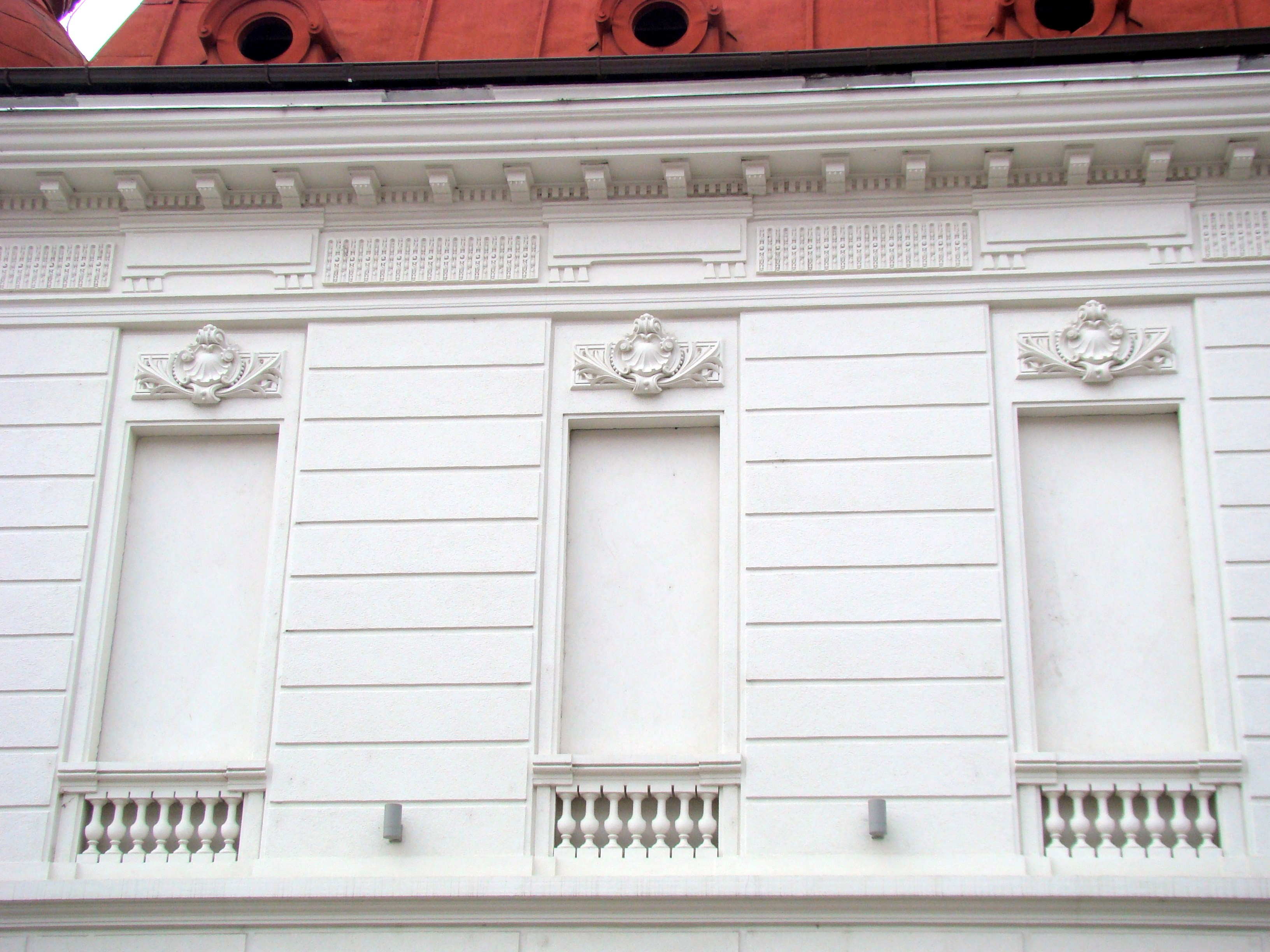
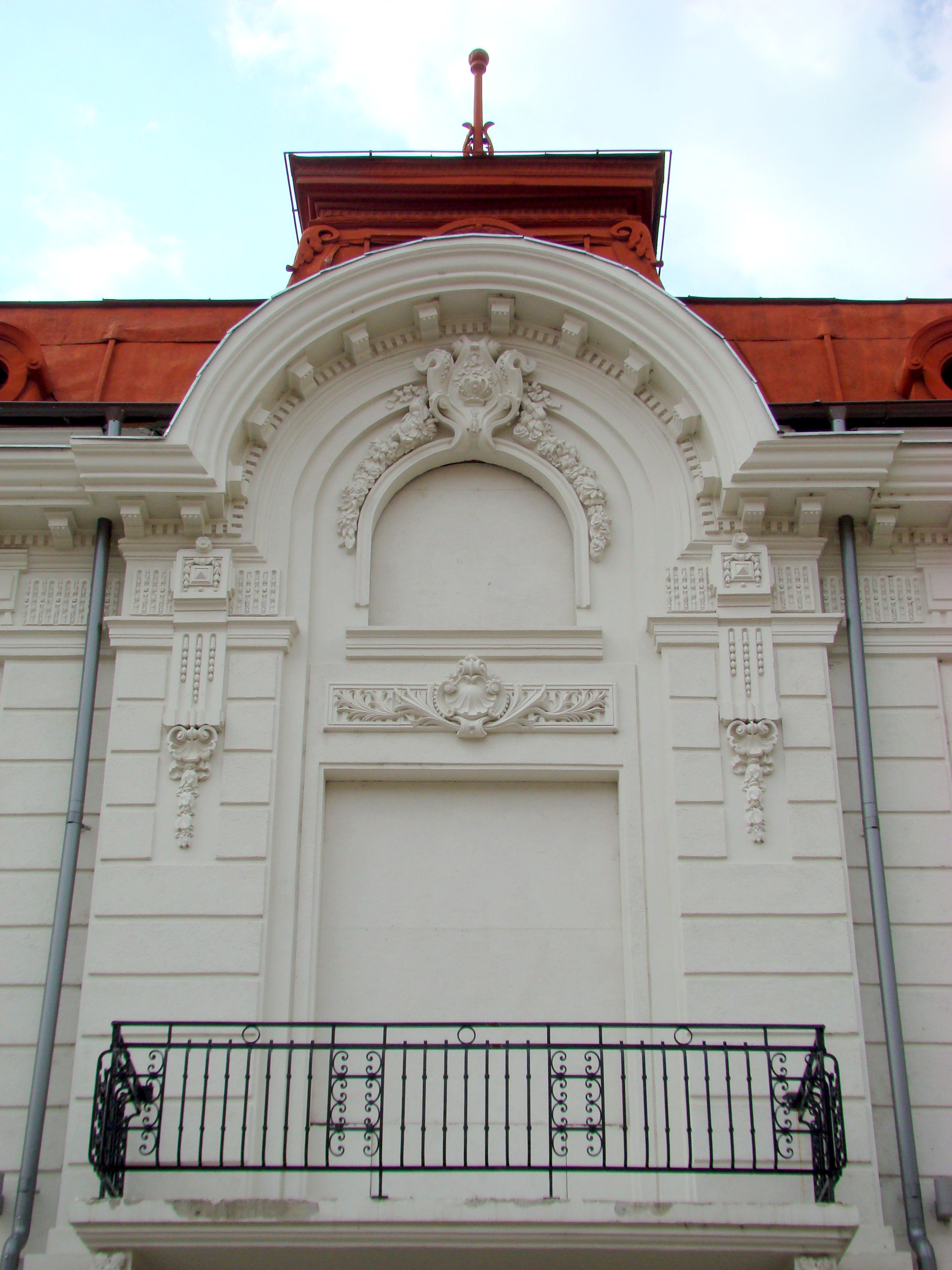
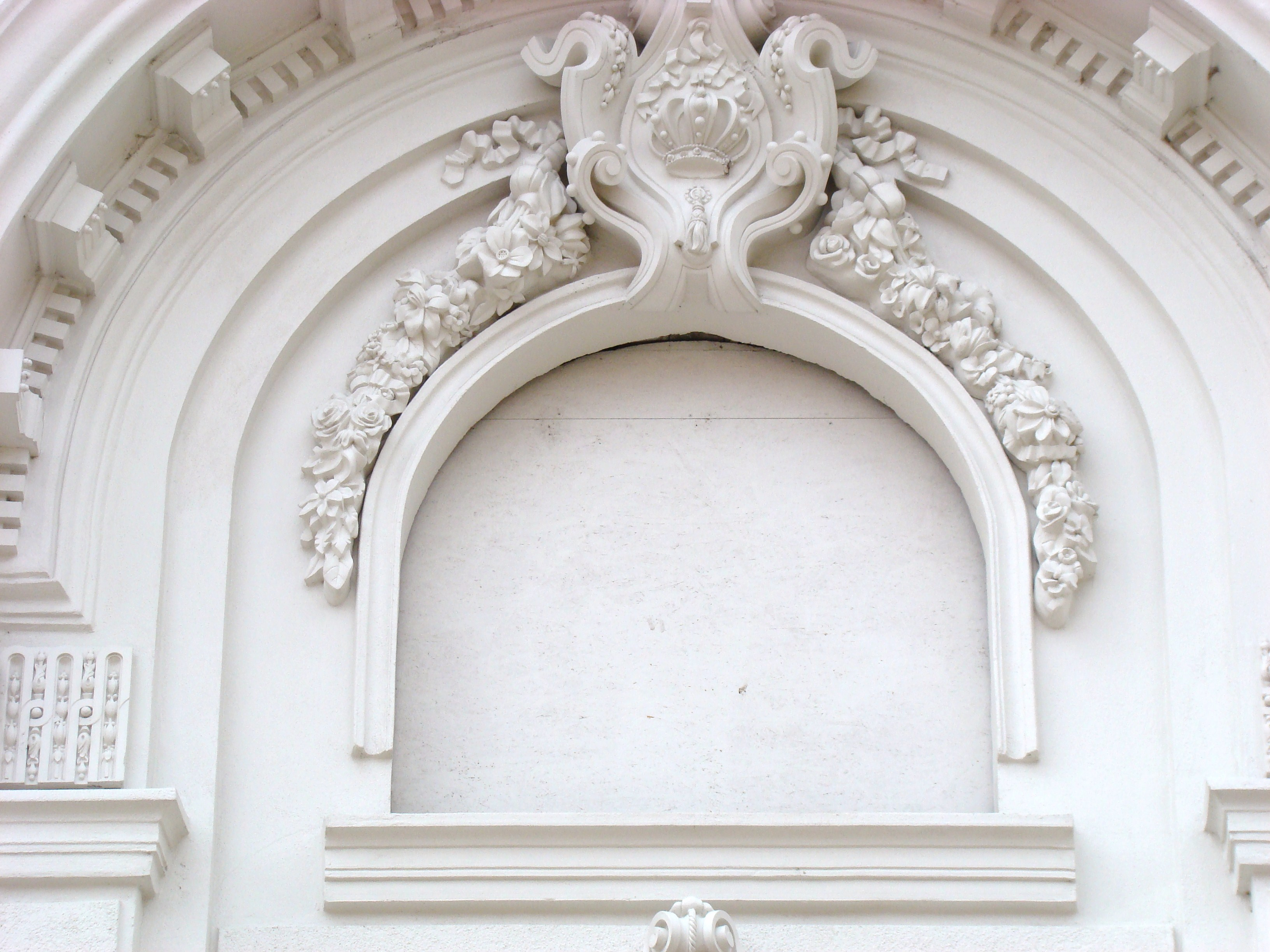
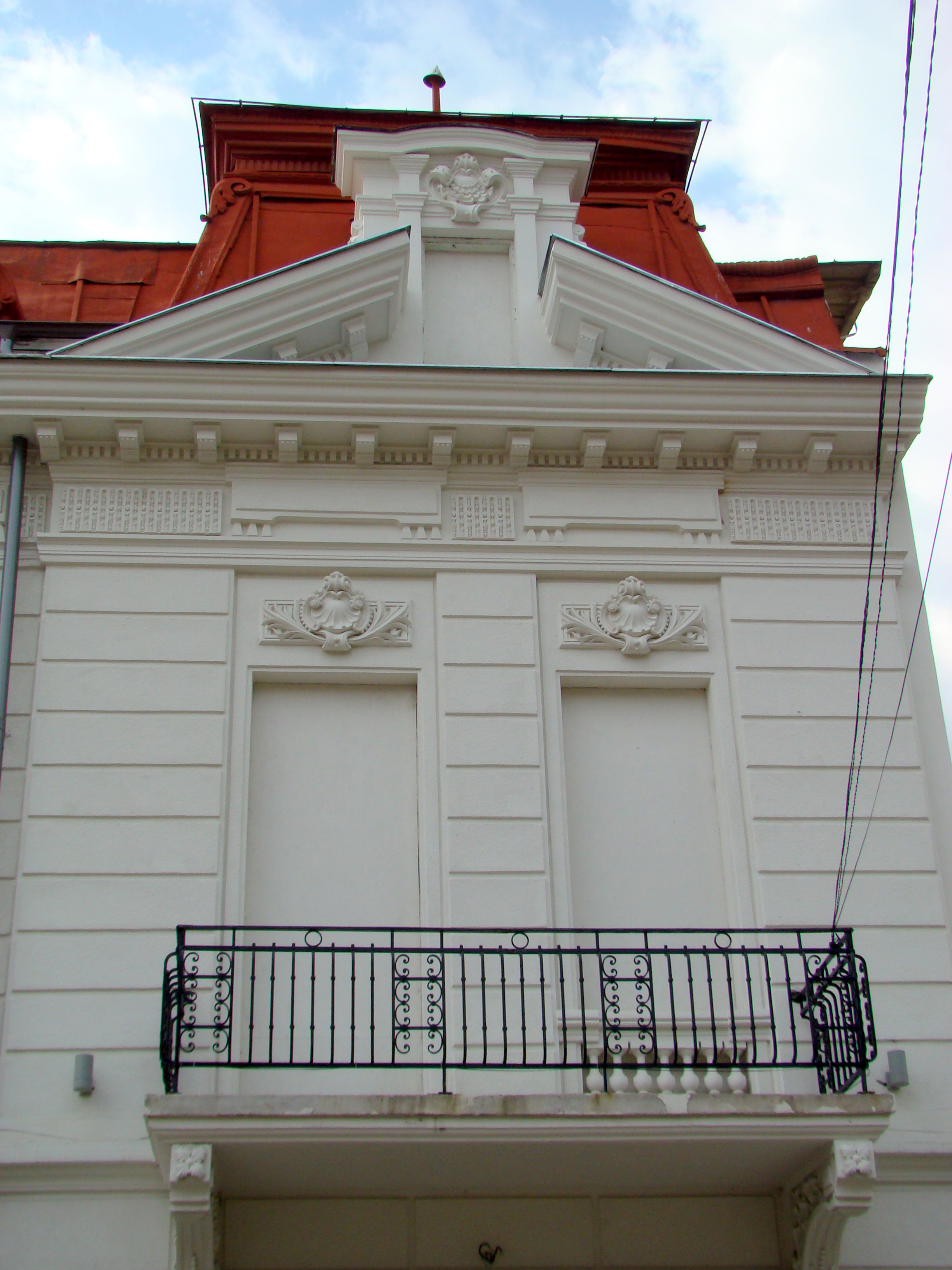
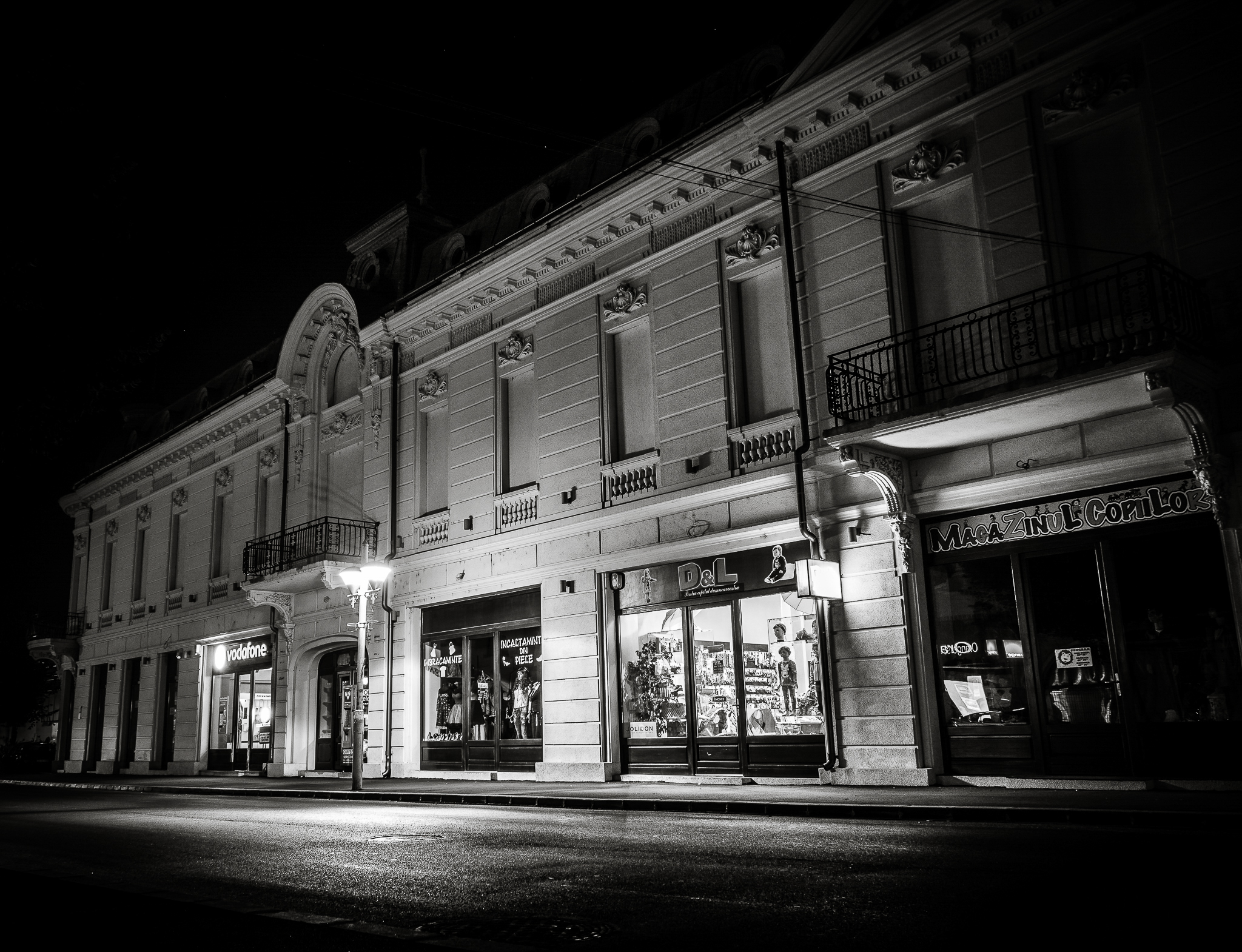
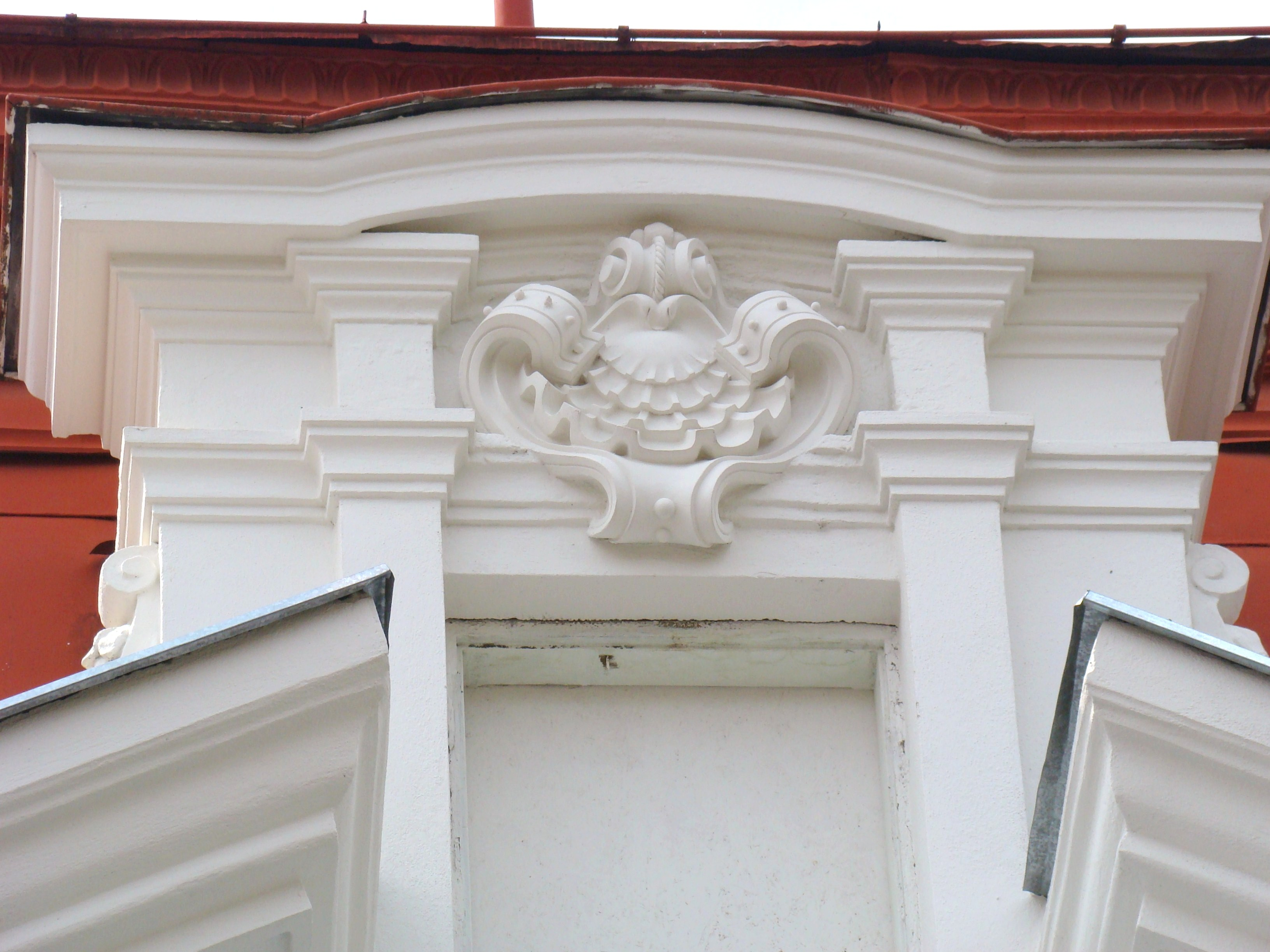
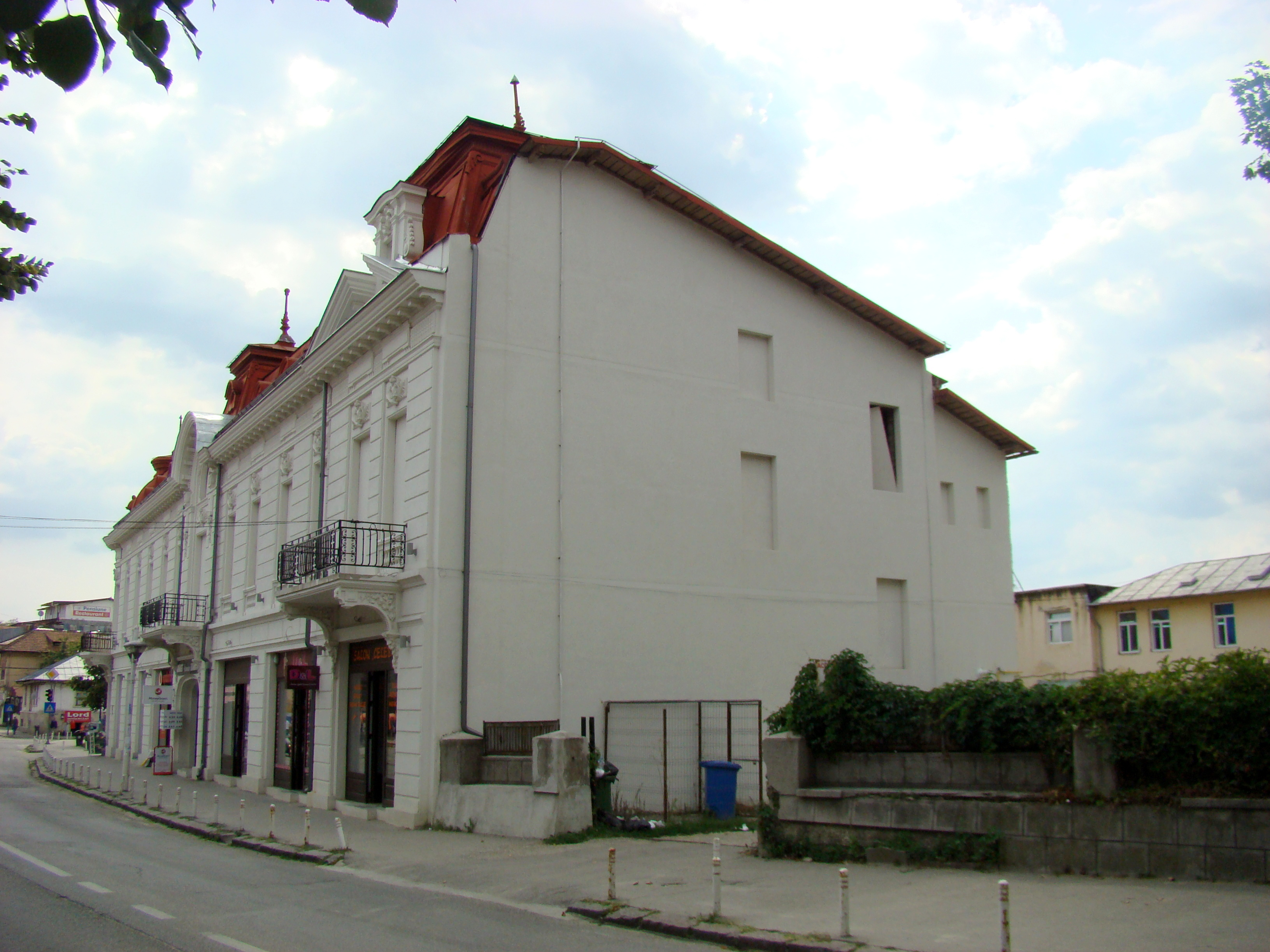

## Vezi și
- Curtea de Argeș